# Guvernul Batthyány
Guvernul Batthyány (23 martie – 2 octombrie 1848) a fost primul guvern al Ungariei. Pe 23 martie 1848, Lajos Batthyány, primul ministru numit pe 17 martie, a anunțat lista guvernului Camerei Reprezentanților (camera inferioară a Parlamentului). Guvernul a demisionat pe 11 septembrie, dar din diverse motive și-a predat atribuțiile abia pe 2 octombrie unui Comitet de Apărare Națională.

## Membrii guvernului Batthyány
| Funcția                                          | Numele                                  | Petrecere            |
| ------------------------------------------------ | --------------------------------------- | -------------------- |
| Prim-ministru                                    | contele Lajos Batthyány                 | Partidul Opoziției   |
| Ministrul justiției                              | Ferenc Deák                             | Partidul Opoziției   |
| Ministrul de interne                             | Bertalan Szemere                        | Partidul Opoziției   |
| Ministrul religiei și educației publice          | baronul József Eötvös                   | Partidul Opoziției   |
| Ministrul delegat la curtea regală               | prințul Pál Antal Esterházy de Galántha | Partidul Conservator |
| Ministrul de finanțe                             | Lajos Kossuth                           | Partidul Opoziției   |
| Ministrul agriculturii, industriei și comerțului | Gábor Klauzál                           | Partidul Opoziției   |
| Ministrul de război                              | generalul Lázár Mészáros                |                      |
| Ministrul lucrărilor publice și transporturilor  | contele István Széchenyi                | Fără partid          |

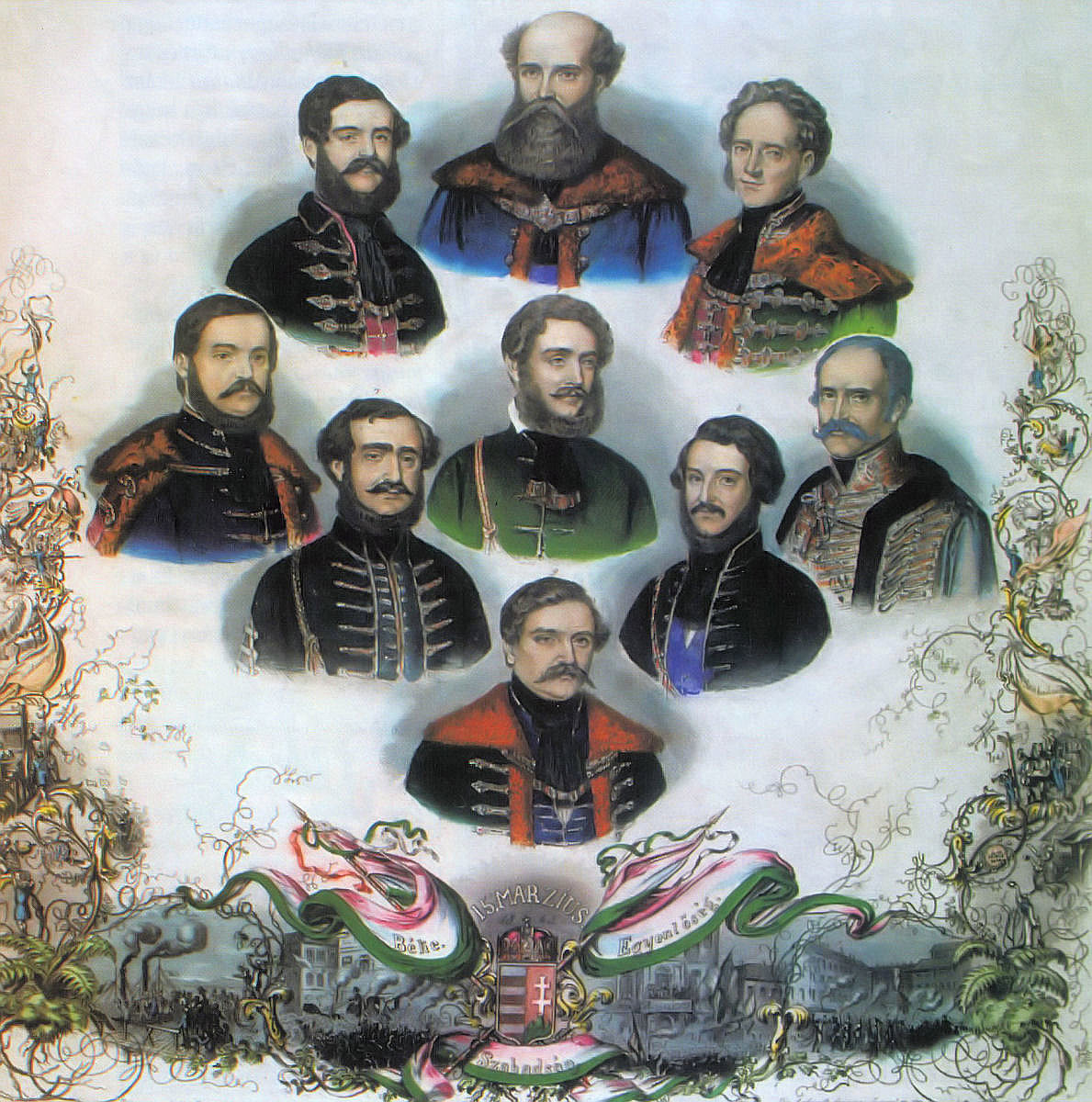
József Tyroler: Guvernul Batthyány (gravură colorată după desenul lui Henrik Weber)

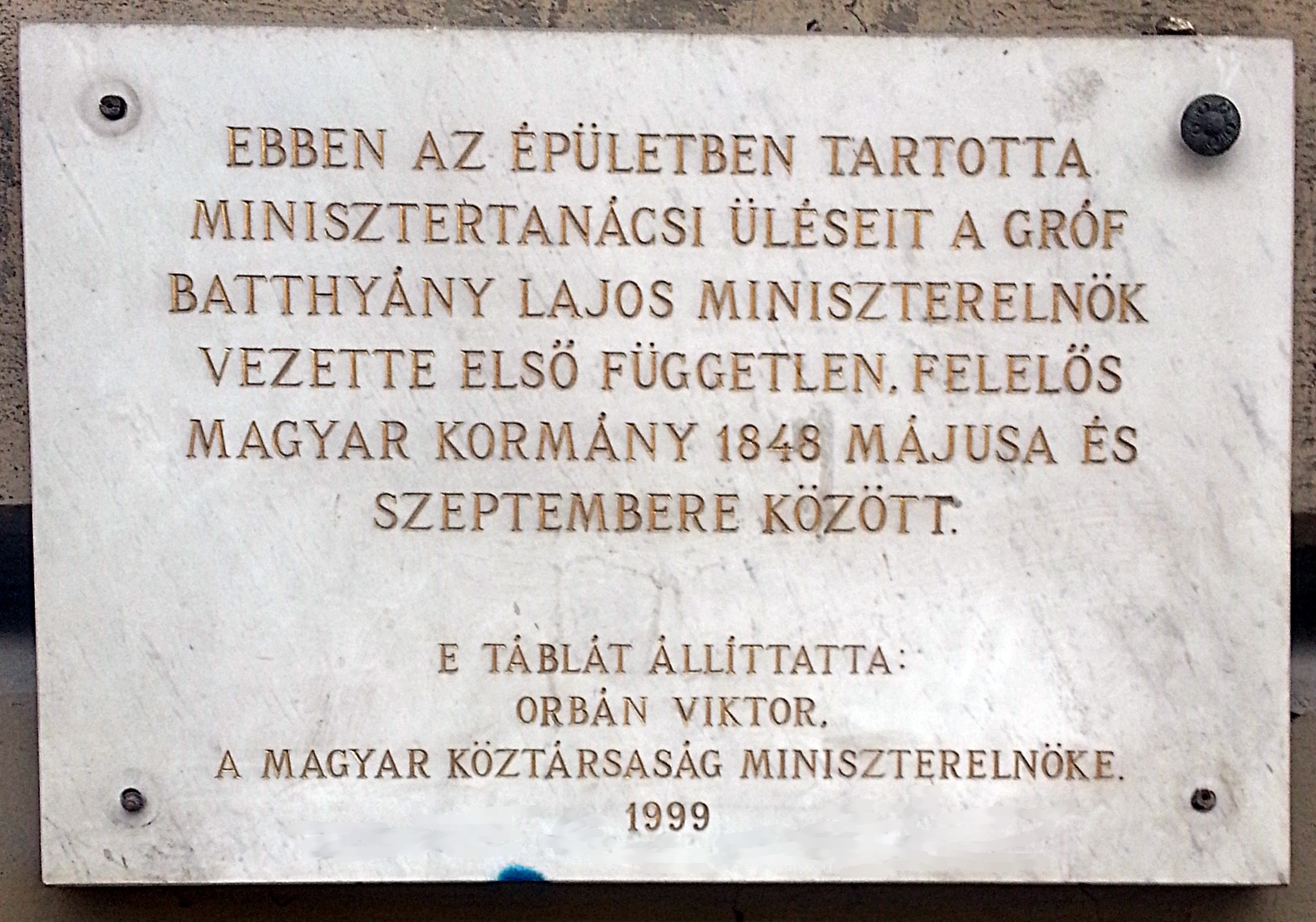
Placă memorială în Budapesta:
sectorul V, str. Kossuth Lajos nr. 3.

Guvernul Batthyány a demisionat pe 11 septembrie 1848, atunci când armata generalului Josip Jelačić a traversat râul Drava și a atacat Ungaria, iar pe 16 septembrie guvernul a fost înlocuit cu un comitet național de apărare, format din șase membri și condus de Lajos Kossuth. Casa de Habsburg nu a acceptat transformarea guvernului, care a funcționat de jure până pe 2 octombrie.